# Conkling Park
Conkling Park es un lugar designado por el censo ubicado en el condado de Kootenai en el estado estadounidense de Idaho. En el Censo de 2010 tenía una población de 43 habitantes y una densidad poblacional de 15,89 personas por km².

## Geografía
Conkling Park se encuentra ubicado en las coordenadas 47°23′59″N 116°46′13″O / 47.39972, -116.77028. Según la Oficina del Censo de los Estados Unidos, Conkling Park tiene una superficie total de 2.71 km², de la cual 2.71 km² corresponden a tierra firme y (0%) 0 km² es agua.

## Demografía
Según el censo de 2010, había 43 personas residiendo en Conkling Park. La densidad de población era de 15,89 hab./km². De los 43 habitantes, Conkling Park estaba compuesto por el 100% blancos, el 0% eran afroamericanos, el 0% eran amerindios, el 0% eran asiáticos, el 0% eran isleños del Pacífico, el 0% eran de otras razas y el 0% pertenecían a dos o más razas. Del total de la población el 0% eran hispanos o latinos de cualquier raza.